# Династија Барселона
Династија Барселона је била средњовековна династија која је владала Грофовијом Барселона без прекида од 878. и Арагоном од 1137. (као краљеви од 1162). Са мушке стране они потичу од Белонида, потомака Вилфреда Длакавог. Они су наследићи већину каталонских грофовија до 13. века и успоставили су кнежевину Каталонију, ујединивши је са краљевином Арагон путем бракова и покоравањем бројних суседних земаља и краљевстава, све до смрти последњег мушког члана главног огранка, Мартина I и 1410. Бочни огранци династије су наставили да владају Урхелом (од 992) и Гандијом. Бочни огранци династије су такође владали Аусоном без прекида од 878. до 1111, Провансом од 1112. до 1245, и Сицилијом од 1282. до 1409. По договору из Каспе из 1412. Круна Арагона је прешла на огранак династије Трастамара, која је потицала од инфанте Елеоноре ид династије Барселона.